# Martin Kirketerp
Martin Kirketerp Ibsen (ur. 13 lipca 1982) – duński żeglarz sportowy, mistrz olimpijski.
Złoty medalista igrzysk olimpijskich w 2008 roku w klasie 49er, razem z Jonasem Warrerem.